# 櫻井尚輝
櫻井 尚輝（さくらい なおき、2月8日 - ）は日本の声優、俳優。ダックスプロダクション所属。東京都出身。

## 人物
特技はドラム、野球。趣味はラップ、一人ディズニー劇場。
インターナショナル・メディア学院東京校出身。アズリードカンパニーを経て、2025年4月1日よりダックスプロダクションに所属となる。

## 出演
太字はメインキャラクター。

### テレビアニメ
- となりの妖怪さん（2024年、ゆうすけ）

### ゲーム
- カルテットファンタジア（2021年、ジュリオ・ローウェ[10]）
- 戦策三国志（2021年、陸抗 他）
- SENGEI ~戦藝・三国~ (2023年、張梁 他)
- 英雄伝説 界の軌跡 -Farewell, O Zemuria- (2024年、半グレ 他)
- 三国XATSU (2025年、周不疑 曹植 他)

### ドラマCD
- しあわせラジオデイズvol1（2022年、守衛、ラジオナレーション[11]）

### ボイスコミック
- 捨てられた令嬢は、いつの間にかに拾われる〜隣国で王太子に溺愛されてます〜 (2024年、ジークフリード) [12]）

### 舞台
| 2021年 |
- D.C.III 〜ダ・カーポIII〜 君と旅する時の魔法（11月17日-21日、ニッショーホール） - 芳乃清隆 役（声の出演）[13]

| 2022年 |
- 悪役令嬢ですが攻略対象の様子が異常すぎる（2月16日–20日、シアターグリーン　BIG TREE THEATER） - モック 役[14]
- 五十嵐啓輔オムニバスコメディ作品集　バブルメイカー〜夏の自由研究〜（7月27日 – 8月1日、四ツ谷3丁目ドリームシアター）[15]
- 朗読劇「恋と嘘」（11月９日－13日、TIAT SKY HALL）[16]

| 2023年 |
- D.C.III 〜ダ・カーポIII〜 ミライへの伝言（4月19日-24日、飛行船シアター）芳乃清隆 / 葛木清隆 役（声の出演）[17]
- 「ゼロテラ /002 クラド 弐心協奏」(6月1日-6月4日、六行会ホール)五百山 役・テラダイバー[18]

| 2024年 |
- 配信朗読劇 時空警察ヴァージナルON-Line＜アナザーエッジ＞～ クロス・オーヴァー ～(1月28日 13時30分回)ゲンダイン役[19]
- ゆめかばLABO第19回公演『ロミオとジュリエットの落としもの』(6月11日 16時40分回、新宿アルタKeyStudio) 海堂陸役[20]
- ゆめかばLABO第20回公演『殺し屋火神さんは脇が甘い』(7月9日 16時40分回、新宿アルタKeyStudio) 出口真一 役[21]
- ゆめかばLABO第21回公演『ゴーストアイデンティティ』(8月13日 16時40分回、新宿アルタKeyStudio) 丸岡幹生 役[22]

### イベント
- D.C.III 〜ダ・カーポIII〜 君と旅する時の魔法 上映会（2022年4月29日 – 5月2日、飛行船シアター）[23][24]
- 「図ったん×ひょったんvol10」（2022年8月6日　全3公演、四ツ谷3丁目ドリームシアター）[25]
- 「バブルメイカー上映会+クリスマスイベント」（2022年12月24日）

### その他コンテンツ
- CM「日本工学院八王子専門学校」
- ドラマ「それでも僕は君が好き」（フジテレビジョン） - 生徒 役